# Kreuzwertheim
Kreuzwertheim er en købstad (markt) i Landkreis Main-Spessart i regierungsbezirk Unterfranken i den tyske delstat Bayern. Den er administrationsby for Verwaltungsgemeinschaft Kreuzwertheim. Byen ligger i Maindalen i udkanten af Spessart over for byen Wertheim i Baden-Württemberg.

## Inddeling
Ud over Kreuzwertheim ligger i kommunen landsbyerne (årtallet er for indlemmelsen i kommunen):
- Unterwittbach, 1977, ca. 215 indb.
- Wiebelbach, 1972, ca. 189 indb.
- Röttbach, 1978, ca. 540 indb.